# 빈 중재

헝가리가 획득한 영토. (1938년-1941년)

빈 중재(독일어: Wiener Schiedsspruch, 영어: Vienna Awards)는 나치 독일과 이탈리아 왕국이 1920년 트리아농 조약으로 잃은 헝가리 왕국의 영토를 평화적으로 돌려준 두 차례의 사건이다. 제1차 빈 중재는 1938년에 일어났고 제2차 빈 중재는 1940년에 일어났다.
현재의 슬로바키아, 우크라이나, 루마니아 영토에 속해 있는 지역을 얻은 헝가리는 제2차 세계 대전 기간 동안 영토를 회복하기 위해 노력했다. 이 중재는 1945년 독일이 제2차 세계 대전에서 패배하면서 무효화되었으며 헝가리는 얻은 영토를 모두 잃었다.

## 제1차 빈 중재

체코슬로바키아의 분할. 헝가리가 제1차 빈 중재로 얻은 영토는 붉은색이다.

이 중재로, 나치 독일과 이탈리아 왕국은 체코슬로바키아의 남슬로바키아와 남자카르파탸(카르파티아 루테니아, 현재는 우크라이나의 영토)를 1938년 11월 2일 헝가리에게 양도했다.

## 제2차 빈 중재

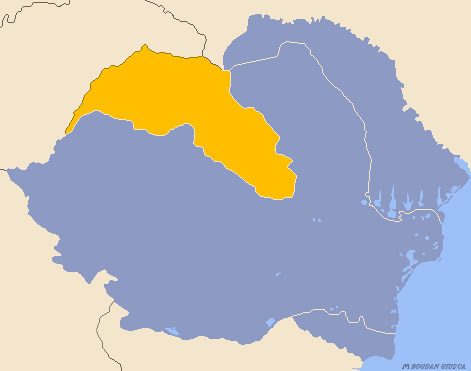
제2차 세계 대전 기간의 루마니아. 헝가리에게 양도한 북트란실바니아 지역은 노란색으로 표시되었다.

이 중재로, 나치 독일과 이탈리아 왕국은 루마니아의 트란실바니아 절반(북트란실바니아로 알려짐)을 1940년 8월 30일 헝가리에게 양도한다. 이 결정은 순전히 독일의 전쟁 목적을 이루기 위해 헝가리 편을 들은 것이다. 트리아농 조약의 주요 항목인 트리아농 지역에 다민족 국가를 구현하는 것은 양국에서 대규모 이주를 발생시켜 오래된 사회, 경제적 규모를 붕괴시켰다.
제2차 빈 중재에 더하여, 1940년 9월 7일 루마니아는 크라이오바 조약으로 불가리아에게 남도르부자 지역을 양도한다. 이 지역은 1913년 불가리아의 제2차 발칸 전쟁의 패배로 루마니아가 가져갔던 지역이었다.

## 같이 보기
- 대헝가리주의